# 앵주의 아롱디스망
앵주의 아롱디스망에는 총 4개가 있다.

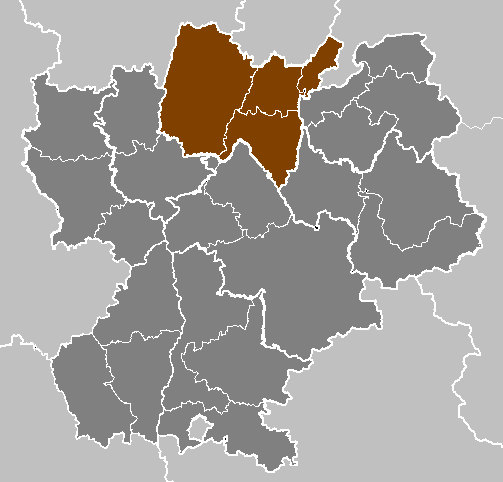
론알프 레지옹의 앵 주에 속한 4개의 아롱디스망의 위치 지도.

- 벨레 아롱디스망 (준주도 : 벨레)은 9개의 캉통과 107개의 코뮌이 속해 있다.
- 부르캉브레스 아롱디스망 (앵 주의 주도 : 부르캉브레스)은 24개의 캉통과 219개의 코뮌이 속해 있다.
- 젝스 아롱디스망 (준주도 : 젝스)은 3개의 캉통과 29개의 코뮌이 속해 있다.
- 낭튀아 아롱디스망 (준주도 : 낭튀아)은 7개의 캉통과 64개의 코뮌이 속해 있다.

## 역사
- 1790년 : 벨레, 부르, 젝스, 몽뤼엘, 낭튀아, 퐁드보, 생랑베르, 트레부, 샤틸롱레동브 구 등 9개의 디스트리크와 함께 앵 주가 생성됨
- 1800년 : 벨레, 부르, 낭튀아, 트레부 아롱디스망 설치
- 1815년 : 젝스 아롱디스망 설치 (1798년부터 1815년까지는 레망 주의 일부로 존재했음)
- 1926년 : 트레부, 젝스 아롱디스망 폐지
- 1933년 : 젝스 아롱디스망 복구